# Vilarinho (Lousã)
Vilarinho foi uma freguesia portuguesa do município da Lousã, com 25,31 km² de área e 2 893 habitantes (2011). A sua densidade populacional é de 115,2 hab./km².
Foi extinta (agregada) pela reorganização administrativa de 2013, sendo o seu território integrado na freguesia de Lousã e Vilarinho.

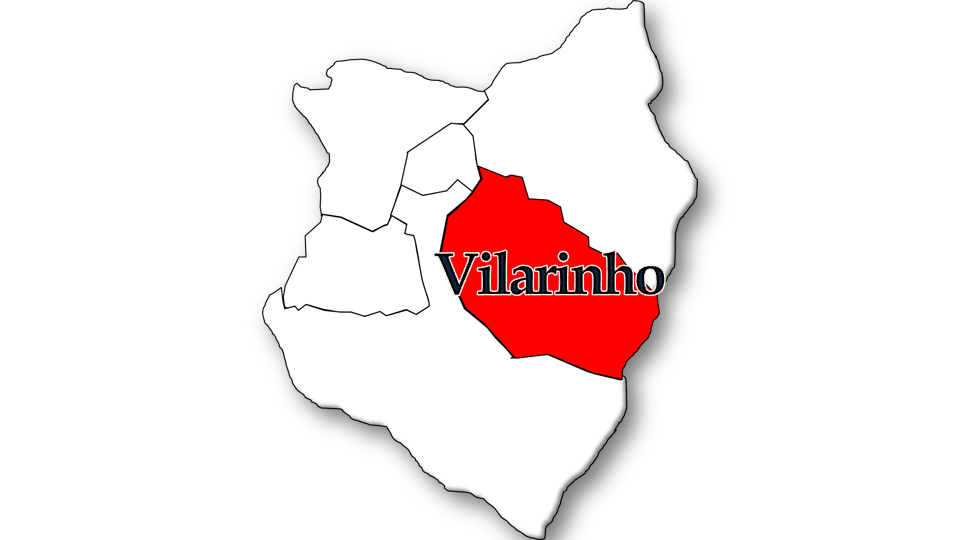
Localização no Município de Lousã

## População

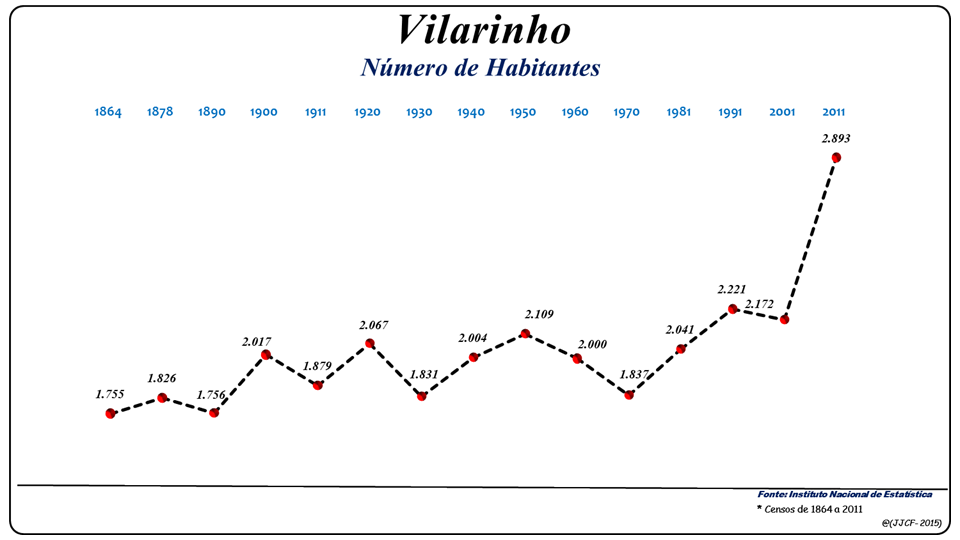
Evolução da População (1864 / 2011)

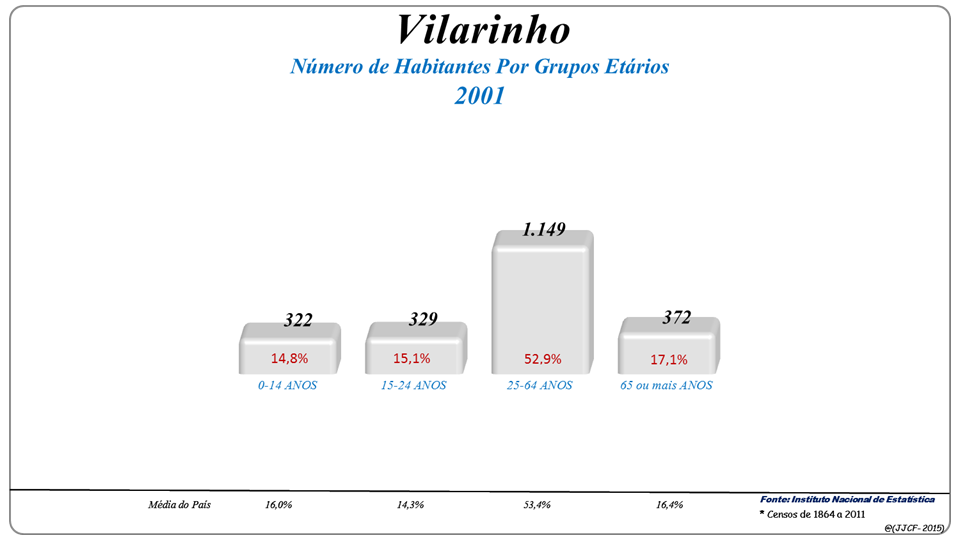
Grupos Etários (2001 e 2011)

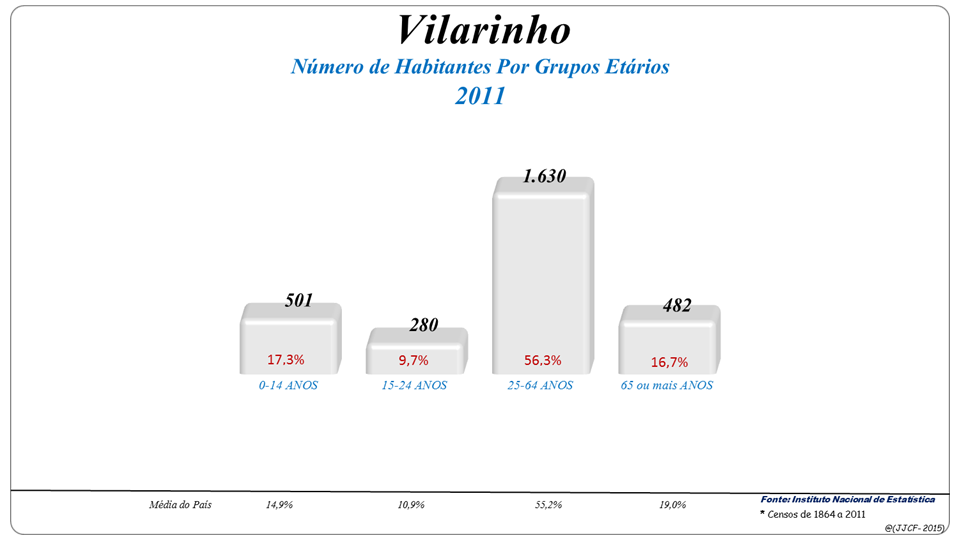
Grupos Etários (2001 e 2011)

| População da freguesia de Vilarinho | População da freguesia de Vilarinho | População da freguesia de Vilarinho | População da freguesia de Vilarinho | População da freguesia de Vilarinho | População da freguesia de Vilarinho | População da freguesia de Vilarinho | População da freguesia de Vilarinho | População da freguesia de Vilarinho | População da freguesia de Vilarinho | População da freguesia de Vilarinho | População da freguesia de Vilarinho | População da freguesia de Vilarinho | População da freguesia de Vilarinho | População da freguesia de Vilarinho |
| ----------------------------------- | ----------------------------------- | ----------------------------------- | ----------------------------------- | ----------------------------------- | ----------------------------------- | ----------------------------------- | ----------------------------------- | ----------------------------------- | ----------------------------------- | ----------------------------------- | ----------------------------------- | ----------------------------------- | ----------------------------------- | ----------------------------------- |
| 1864                                | 1878                                | 1890                                | 1900                                | 1911                                | 1920                                | 1930                                | 1940                                | 1950                                | 1960                                | 1970                                | 1981                                | 1991                                | 2001                                | 2011                                |
| 1 755                               | 1 826                               | 1 756                               | 2 017                               | 1 879                               | 2 067                               | 1 831                               | 2 004                               | 2 109                               | 2 000                               | 1 837                               | 2 041                               | 2 221                               | 2 172                               | 2 893                               |

## Património
- Igreja Paroquial de São Pedro;
- Capela de São Domingos;
- Capela da Senhora das Preces;
- Capela de Santo Inácio;
- Capela de Santa Eufémia;
- Capela do Espírito Santo;
- Capela de São Sebastião;
- Capela de São Bartolomeu;
- Capela de Santo Amaro;
- Casa do Arco ou Casa dos Magalhães Mexias;
- Casa dos Lopes Quaresma;
- Igreja Paroquial de Vilarinho;
- Capela de Santa Rita;
- Capela do Reguengo;
- Capela de Nossa Senhora da Ajuda (Vilarinho).

## Localidades
Fazem parte da freguesia de Vilarinho as localidades de: Boque, Cabanões, Carris, Casal do Espírito-Santo, Casais, Chã do Freixo, Covão, Favariça, Franco, Freixo, Fiscal, (Mó, Póvoa, Quinta, Tapada, Vinhas) de Fiscal, Gândara, Manguela, Prilhão, Quinta do Freixo, Recta do Rol, Reguengo, Relva do Freixo, Ribeira dos Casais, Ribeira Maior, Rogela, Sarnadinha, Soito e Vale.